# جاي جاي كيل
جاي جاي كيل (بالإنجليزية: JJ Cale)‏ هو عازف قيثارة وملحن وموسيقي ومغني ومغن مؤلف أمريكي، ولد في 5 ديسمبر 1938 في أوكلاهوما سيتي في الولايات المتحدة، وتوفي في 26 يوليو 2013 في لاهويا في الولايات المتحدة بسبب نوبة قلبية.

## وصلات خارجية
- الموقع الرسمي
- جاي جاي كيل على موقع IMDb (الإنجليزية)
- جاي جاي كيل على موقع ميوزك برينز (الإنجليزية)
- جاي جاي كيل على موقع رولينغ ستون (الإنجليزية)
- جاي جاي كيل على موقع أول موفي (الإنجليزية)
- جاي جاي كيل على موقع إن إن دي بي (الإنجليزية)
- جاي جاي كيل على موقع أول ميوزيك (الإنجليزية)
- جاي جاي كيل على موقع ديسكوغز (الإنجليزية)
- جاي جاي كيل على موقع قاعدة بيانات الفيلم (الإنجليزية)